# Edward Bennett Williams
Edward Bennett Williams (31 de mayo de 1920 - 13 de agosto de 1988) fue un abogado litigante de Washington D. C., que fundó el bufete de abogados Williams & Connolly y era dueño de varios equipos deportivos profesionales. Nació en Hartford, Connecticut y estudió derecho en la Universidad de Georgetown.

## Carrera profesional

### Carrera en derecho
Representó a muchos clientes de alto perfil, incluidos Sam Giancana, John Hinckley Jr., Frank Sinatra, al ex gobernador de Texas y secretario del Tesoro John B. Connally Jr., al empresario Robert Vesco, editor de Playboy Hugh Hefner, al espía Igor Melekh, Jimmy Hoffa, la figura del crimen organizado Frank Costello, el comerciante de productos petroleros Marc Rich, el senador estadounidense Joseph McCarthy, el empresario Victor Posner, Michael Milken, el periódico The Washington Post y el reverendo Sun Myung Moon.
Williams, quien se graduó del Colegio de la Santa Cruz y el Centro de Derecho de la Universidad de Georgetown, defendió con éxito, entre otros, a Adam Clayton Powell Jr., la Unión de Teamsters, John Connally y, como uno de sus últimos clientes, Michael Milken.
Dos de los amigos más cercanos de Williams fueron Art Buchwald y Ben Bradlee de The Washington Post. Su compañero de equipo en Holy Cross fue Robert Maheu, la mano derecha de Howard Hughes durante muchos años.
Antes de establecer Williams & Connolly en 1967 con su amigo y estudiante Paul Connolly, trabajó en el destacado bufete de abogados Hogan & Hartson, con sede en DC, de 1945 a 1949.

### Garganta Profunda
En una de las biografías definitivas sobre Williams, el autor Evan Thomas escribió: "Debido a sus conexiones y su gran conocimiento interno, algunos observadores especularon que era Garganta Profunda, la fuente legendaria de Bob Woodward y Carl Bernstein, los ingeniosos reporteros del Post. quien relató la historia vinculando a la Casa Blanca con el robo ".  Más tarde se reveló que la fuente anónima conocida como Garganta Profunda era el director asociado del FBI Mark Felt.

### Deporte Profesional
Williams ingresó al mundo de los deportes profesionales como abogado del propietario fundador de Washington Redskins, George Preston Marshall, a fines de la década de 1950. Ascendió a las filas administrativas comprando una participación del cinco por ciento en la franquicia en marzo de 1962 y sucediendo al enfermo Marshall como presidente del equipo a cargo de las operaciones diarias tres años después en 1965. Williams gastó mucho en nombrar entrenadores y gerentes generales de alto perfil, comenzando con Otto Graham en 1966 y continuando con Vince Lombardi en 1969, George Allen en 1971 y Bobby Beathard en 1978. Una derrota en el Super Bowl VII fue lo más lejos que los Pieles Rojas avanzaron en alguna de las temporadas bajo la supervisión de Williams. Renunció al control del club de baseball en 1980 y vendió su participación minoritaria cinco años después en 1985, en ambos casos a Jack Kent Cooke, quien había sido el dueño mayoritario del equipo desde 1974.
Cuando Williams compró los Orioles a Jerold Hoffberger por $ 12 millones el 2 de agosto de 1979,  muchos temieron que él mudaría el equipo a Washington. El temor de que Williams moviera al equipo aumentó con la partida de los Colts de Baltimore en 1984. Sin embargo, Williams nunca movió al equipo. Más importante aún, Williams firmó un nuevo contrato de arrendamiento a largo plazo con Baltimore que pagaría un nuevo estadio, que se convertiría de Oriole Park en Camden Yards. No viviría para ver el nuevo estadio (se abrió en 1992, cuatro años después de su muerte). Los Orioles fueron vendidos por la esposa de Williams, Agnes, a Eli Jacobs, Larry Lucchino, Robert Sargent y Bobby Shriver por $ 70 millones el 5 de diciembre de 1988, poco menos de cuatro meses después de su muerte.

## Muerte/Funeral
Williams murió a los 68 años en el Hospital de la Universidad de Georgetown el 13 de agosto de 1988 después de una batalla de 12 años contra el cáncer de colon.  A su funeral asistieron la mayoría de la élite del poder de Washington, incluido el entonces vicepresidente George H. W. Bush. Está enterrado en el cementerio de San Gabriel en Potomac, Maryland.
En un testimonio final del alcance e influencia de Williams, a su funeral asistieron una increíble variedad de famosos e infames. Algunos de los presentes fueron el juez de la Corte Suprema Thurgood Marshall, la leyenda del béisbol Joe DiMaggio, el campeón de boxeo Sugar Ray Leonard, el comisionado de la NFL Pete Rozelle, Eunice Kennedy y Sargent Shriver y Michael Milken (del famoso escándalo de bonos basura de 1980). En palabras del biógrafo Evan Thomas, “más de dos mil dolientes se habían reunido, llenando la inmensa nave y saliendo a la calle que estaba bordeada de limusinas negras. Los senadores y jueces de la Corte Suprema, delincuentes y corredores de apuestas, camareros y porteros, multimillonarios, jugadores profesionales de pelota y la sociedad de Georgetown se apiñaron bajo el techo abovedado para sentarse frente al simple ataúd de caoba.

## Honores
La Biblioteca de Derecho Edward Bennett Williams en el Centro de Derecho de la Universidad de Georgetown se nombra en su honor. La residencia de apartamentos para personas mayores en el Colegio de la Santa Cruz también se nombra en su honor.

## Familia
Edward Bennett Williams se casó con Dorothy Guider en 1949. Tuvieron tres hijos: Joseph, Ellen y Bennett. Guider murió en 1959. En junio de 1960, Williams se casó con Agnes Neill y tuvo cuatro hijos: Edward, Dana, Anthony y Kimberly. Agnes Neill Williams trabajó como abogada para el bufete de abogados Williams & Connolly y fue miembro de la Junta de Asesores del Centro de Liturgia de Georgetown. Ella murió el 4 de marzo de 2020.